# آلبرت بورلا
آلبرت بورلا (انگلیسی: Albert Bourla؛ زادهٔ ۲۱ اکتبر ۱۹۶۱) یک دامپزشک یونانی-آمریکایی و رئیس هیئت مدیره شرکت فایزر است. او در سال ۱۹۹۳ به شرکت فایزر ملحق شد و در شغلهای مختلفی در این شرکت خدمت کرد. قبل از رئیس هیئت مدیره، بورلا مدیر عملیات در فایزر بود.
بورلا به دلیل علاقه به حیوانات و پزشکی به فایزر ملحق شد و شرکت را در جهت نوآوری و برندینگ توسعه داد.
بورلا در سال ۲۰۲۲ جایزه جنسیس، که جایزه برای فرد یهودی که بیشترین خدمت را به جامعه و کشور اسرائیل نموده باشد است را دریافت کرد.

## زندگی اولیه
بورلا در تسالونیکی یونان به دنیا آمد. پدر و مادر او از یهودیان سفاردی بودند و از حدود ۲۰۰۰ نفر از یهودیان ۵۰۰۰۰ نفری تسالونیکی بودند که از هولوکاست جان به در بردند. بر اساس گفتار بورلا، مادرش فقط چند دقیقه مانده بود که اعدام شود که به دلیل پرداخت خون‌بها به افسر نازی جان به در برد و پدرش به اردوگاه آشویتس برده شد و دیگر دیده نشد.
بورلا از دانشکده دامپزشکی دانشگاه ارسطو در تسالونیکی دکترای بیوتکنولوژی تولید مثل دریافت نمود. او در سن ۳۴ سالگی بعد از اینکه از فایزر ارتقاء شغلی دریافت کرد به همراه همسرش از یونان مهاجرت کرد.

## زندگی شغلی

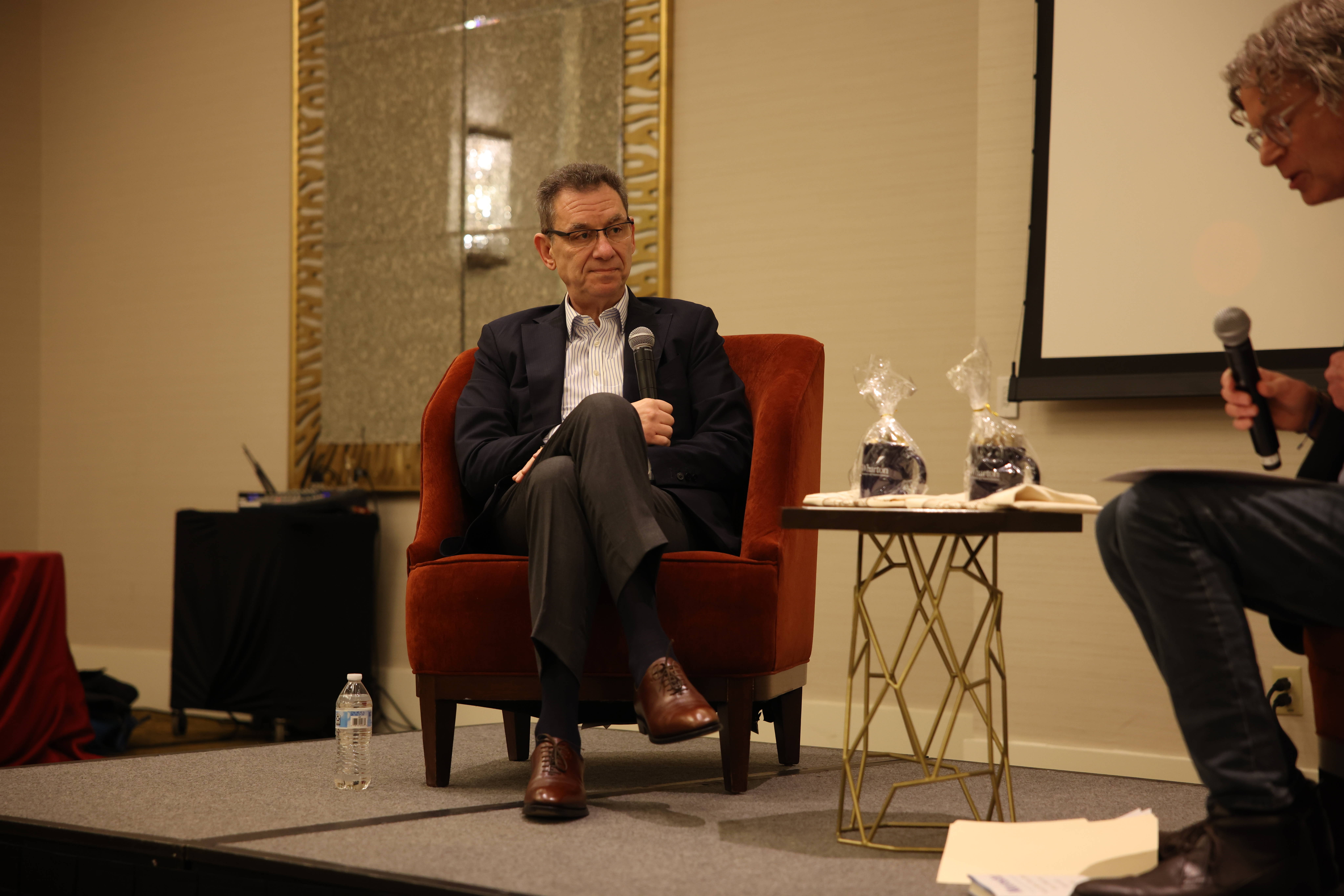
آلبرت بورلا رئیس و مدیر عامل شرکت فایزر در کنفرانس مراقبت های بهداشتی وارتون در دانشگاه پنسیلوانیا در 10 فوریه 2024

بورلا در سال ۱۹۹۳ به عنوان دامپزشک به فایزر ملحق شد. او مسئول قسمت حیوانات فایزر در یونان بود. در سال ۲۰۰۱ بورلا به ایالات متحده مهاجرت کرد.
او در بخش زوئتیس فایزر چندین شغل مختلف داشت. او بین سالهای ۲۰۰۵ تا ۲۰۰۹ مسئول بخش حیوانات اروپا، خاورمیانه و آفریقا بود. او از سال ۲۰۱۴ مسئول بخش واکسنهای فایزر شد. او در سال ۲۰۱۸ ابتدا مدیر عملیات و سپس رئیس هیئت مدیره شرکت فایزر گردید. در سال ۲۰۲۰ او موفق شد کارکنان فایزر را مجبور کند که واکسن برای بیماری کوید ۱۹ را به سرعت تولید کنند.

## زندگی شخصی
بورلا به همراه همسرش در اسکارزدیل نیویورک زندگی می‌کند. او دارای دو فرزند است. در سال ۲۰۲۰ حقوق دریافتی او ۲۱ میلیون دلار بوده‌است.